# 이시오카역
이시오카역(일본어: 石岡駅, いしおかえき)은 일본 이바라키현 이시오카시에 있는 동일본 여객철도의 철도역이다.
특급 프레시 히타치 전 열차, 슈퍼 히타치 호 일부 열차가 정차한다.

## 역 구조
섬식·단식 승강장 2면 3선 형태의 지상역이다. 상행선만 대피가 가능하다. 역사는 1번선 근처에 있으며 2·3번선과는 과선교로 연결된다.

### 승강장
| 1 | ■ 조반선 | 도모베 · 미토 · 다카하기 · 이와키                                           |
| 2 | ■ 조반선 | 쓰치우라 · 마쓰도 · 우에노 · 도쿄 · 시나가와 방면 (우에노도쿄라인)          |
| 3 | ■ 조반선 | 쓰치우라 · 마쓰도 · 우에노 · 도쿄 · 시나가와 방면 (대피선) (우에노도쿄라인) |

## 역세권 정보
- 이바라키 공항

## 역사
- 1895년 11월 4일 - 일본 철도 쓰치우라 선의 역으로서 개업.
- 1906년 11월 1일 - 국유화에 따라 국유철도의 소속이 되었다.
- 1987년 4월 1일 - 민영화에 따라 동일본 여객철도의 소속이 되었다.
- 2001년 11월 18일 - 스이카의 사용이 개시되었다.

## 인접역
| 동일본 여객철도        | 동일본 여객철도 | 동일본 여객철도      |
| ---------------------- | --------------- | -------------------- |
| 다카하마 시나가와 방면 | ■조반선         | 하토리 다카하기 방면 |